# Sayed Maqsood Hashemi
Sayed Maqsood Hashemi, född 1984, är en afghansk fotbollsspelare (defensiv mittfältare) som för närvarande spelar för Shaheen Asmayee och Afghanistans fotbollslandslag, där han spelat 22 matcher och gjort ett mål.